# Atheists In Kenya Society
Atheists In Kenya Society (AIK) (Společnost ateistů v Keni) je ateistická organizace, registrovaná podle keňského zákona o spolcích. Jedná se o první nenáboženskou společnost registrovanou v Keni. Společnost věří, že nejrozumnější závěry jsou ty, které mají nejlepší důkazy. Je členskou organizací Humanists International.

Společnost byla založena 17. února 2016 v Nairobi. Jejím zakladatelem a předsedou je Harrison Mumia. Nadace sídlí v Cargen House v Nairobi.

## Historie
V roce 2013 se sešla skupina Keňanů s cílem založit nenáboženskou společnost. Pořádali neformální setkání v různých restauracích v Nairobi a využívali sociální média, zejména Facebook, aby se spojili s podobně smýšlejícími Keňany. Do této skupiny patřili Ssemakula Mukiibi, Zack Wanambwa, Elizabeth Wangari, Ellen Mical a Beatrice Mwikya.

O dva roky později, v roce 2015 podali žádost o registraci, která byla zamítnuta zástupcem registrátora spolků v Keni.

17. února 2016 keňská vláda vydala Harrisonovi Mumiovi osvědčení pro organizaci podle zákona o spolcích..
| „                | Zákony, předpisy a instituce by neměly diskriminovat ateisty nebo zvýhodňovat určité náboženské postoje, skupiny či aktivity. Jsme země lidí s různým přesvědčením. Keňané by neměli být nuceni k praktikování náboženství. Musí to být dobrovolné. | “ |
| — Harrison Mumia | |   |

Mumia také vyzval své kolegy ateisty, aby vystoupili a neostýchali se vyjádřit svůj postoj.

V dubnu 2016 byla registrace spolku pozastavena tehdejším generálním prokurátorem Githu Muigaiem na nátlak Keňského národního kongresu letničních církví, který tvrdil, že založení spolku ohrožuje veřejný mír.

Mumia se poté obrátil na keňský Nejvyšší soud, kde pozastavení registrace napadl. V roce 2018 Vrchní soud Keni pozastavení zrušil a nechal spolek obnovit.

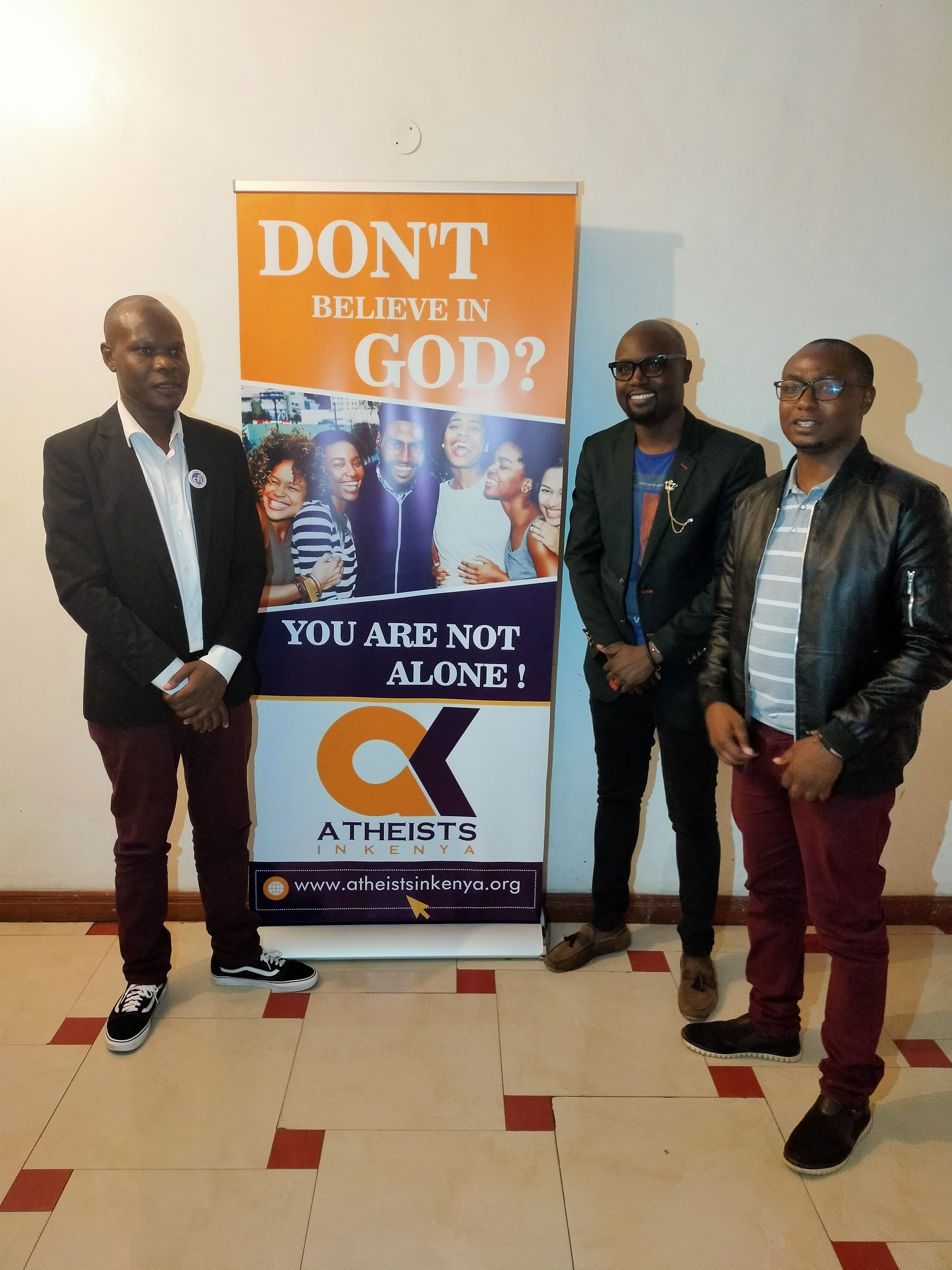
Setkání ateistů v Nairobi v Keni 25. ledna 2020 v hotelu Metro, Koinange Street, Nairobi

## Cíle
Cíle společnosti jsou:
1. Podporovat a praktikovat otevřené, racionální a vědecké zkoumání vesmíru a našeho místa v něm.
2. Prosazovat, aby etika a morálka byly smysluplně založeny na racionálních a humanistických ideálech a hodnotách.
3. Podporovat skeptické zkoumání.
4. Poskytovat zázemí ateistům.
5. Organizovat aktivity, jako je tvorba fór pro diskuse, hostující řečníky a debaty.
6. Podporovat veřejné přijetí ateistů v Keni.
7. Angažovat se ve společenských otázkách, které se dotýkají jejích členů i širší komunity.

## Aktivismus
Skupina roku 2015 požadovala přijetí zákonů, které by zakázaly pouličním kazatelům šířit víru na veřejných místech, včetně matatů (soukromých minibusů).

AIK se roku 2016 písemně obrátila na generálního komisaře keňského finančního úřadu Johna Njirainiho s požadavkem, aby církve nebyly osvobozeny od daní.

V roce 2020 spolek prostřednictvím svého předsedy Mumia zaplatil školné jednomu z nejlepších studentů v KCPE 2019 (KCPE – Keňské osvědčení o základním vzdělání) z okresu Baringo.

Spolek také vedl několik kampaní u soudu, aby se zasadil o zrušení náboženské výchovy v keňských osnovách základního vzdělávání.

Lobboval také za vyhlášení 17. února jako ateistického státního svátku. Spolek se zasazoval o to, aby byl 17. únor vyhlášen jako státní svátek – den ateistů.

## Výkonný výbor
Složení výkonného výboru k listopadu 2021:
- předseda – Nyende Mumia
- místopředsedkyně – Caroline Wanjikuová
- tajemnice – Mary Kamauová
- pokladnice – Moureen Tembaová